# Јован Прокопљевић
Јован Прокопљевић Прока (Земун, 30. децембар 1940 — Београд, 17. децембар 2019) био је српски архитекта, цртач стрипова и карикатуриста.
Добитник је великог броја награда за свој рад, укључујући две Награде Пјер и Прве награде за цртање стрипова на међународним такмичењима у Кини, Црној Гори и Аустралији.

## Биографија
Прокопљевић је живео у Земуну, а дипломирао је 1967. године на Архитектонском факултету у Београду и радио као архитекта. Његов отац био је шахиста. Цртање је био његов хоби, а 1992. године постао је професионални цртач. Године 1994. ангажовала га је Политика у којој је радио све до 2010. године.
Заједно са карикатуристом Предрагом Кораксићем и другима цртао је за лист Јеж. Његов рад појавио се на насловницама многих часописа, укључујући и Chess Life. Амерички шаховски новинари доделили су му Прву награду за најбоље карикатуре 2004. године.
Био је члан Удружења дизајнера Земуна и Синдиката карикатуриста и писаца у Њујорку, а учествовао је на 45 самосталних и преко 400 групних изложби. Добитник је великог броја националних и међународних награда за свој рад, укључујући Лауреат за Пјерову награду (1994); Друга награда у Крагујевцу, (1995); Специјална награда, Прво међународно такмичење, Земун (1996); Специјална награда, Међународно такмичење карикатура, Токио (1996); Прва награда, Међународно такмичење, Београд (1997); Главна посебна награда, Међународно такмичење, Крушевац. Такође, добитник је Признања, Земунског међународног салона карикатуре (2008) и награда за карикатуре у Белгији и на Кипру.
Заједно са српским шахистом Александром Матановићем објавио је књигу под називом Chess miniatures & caricatures, а са Александром Нафтаљевићем Кобленцом, Благојем Шестовићем и Михаилом Нехемјевичем Таљом објавио је књигу Лекције шаховске стратегије.
Био је члан Удружења ликовних уметника примењених уметности и дизајнера Србије.